# Lychnosea aganaedoea
Lychnosea aganaedoea là một loài bướm đêm trong họ Geometridae.